# Los hijos de la Diosa Huracán
Los hijos de la Diosa Huracán es un thriller histórico de la escritora Daína Chaviano. La novela se mueve entre dos tiempos: a finales del siglo XVI, cuando se producen los primeros contactos entre indígenas taínos (los habitantes autóctonos de la isla) y los conquistadores españoles que han llegado a ella para asentarse, y en un futuro hipotético cercano, mientras se desarrollan las primeras elecciones democráticas de Cuba en casi cien años. En este sentido, es también una utopía contemporánea.
La novela también posee tintes paranormales, porque los personajes de carne y hueso conviven y se relacionan en ciertos momentos con entidades fantasmales y dioses de la cultura taína.

## Argumento
Después de una tormenta de tres días y tres noches, cerca del Triángulo de las Bermudas, tres pescadores rescatan del mar a una niña que es casi un bebé. Pese al temporal, la niña duerme completamente seca sobre unas tablas. 
Veinticinco años después, aquella niña --convertida ahora en una especialista de cifrados, llamada Alicia por sus padres adoptivos-- viaja a Cuba desde Miami para investigar el extraordinario descubrimiento de un manuscrito en una tumba indígena, que parece escrito en clave. Al mismo tiempo, un asesinato inexplicable mantiene en jaque a la policía de Miami, debido a que la única pista es un símbolo desconocido hallado junto al cadáver. Pronto el detective encargado del caso se entera de que ese mismo símbolo ha aparecido en aquella tumba y decide viajar a Cuba para conocer más.   
La historia se traslada al pasado, a finales del siglo XVI, cuando un converso español y su hija, de nombre Juana, deben huir tras ser acusados de herejía. Secretamente se trasladan en un barco rumbo a Cuba para establecerse en una de las primeras poblaciones levantadas por los españoles en la isla. Esa villa se encuentra en las cercanías de una aldea taína, cuyos habitantes mantienen una tensa relación con los españoles. El precario equilibrio de esas relaciones se volverá cada vez más inestable cuando Juana, la hija del converso, establece una relación de amistad con un joven de la nobleza taína, violando así las normas establecidas por ambos grupos.

## Estructura
La novela está dividida en ocho folios y nueve partes que se van intercalando para desarrollar dos historias paralelas, que están separadas entre sí por cinco siglos. 
Los ocho folios contienen la historia que transcurre en el pasado, durante los primeros años de la conquista de Cuba, y las nueve partes narran la parte correspondiente al futuro cercano. 
La novela se inicia con un prólogo y concluye con un epílogo, que también forman parte de la trama.

## Mitología y símbolos en la obra
Uno de los objetivos principales de la obra ha sido, según la autora, recrear en la ficción el universo de los taínos y rescatar el legado de la principal cultura indígena del Caribe. De ahí la importancia que tiene la mitología taína en la novela, especialmente el simbolismo de sus diosas. 
Con referencia a esto, la autora dijo en una entrevista: "La imagen de Guabancex, la diosa taína del caos y de los huracanes, es símbolo de los ramalazos sociales que han azotado la isla desde sus orígenes. Pero ese símbolo tiene su contrapartida en su hermana Iguanaboína, la diosa del buen tiempo. Ambas encuentran su equilibro en Atabey, la madre universal de los taínos, sincretizada más tarde en la Virgen de la Caridad del Cobre, la santa patrona de Cuba. Las coincidencias entre Atabey y la actual Virgen son demasiadas para ser casuales. En la novela toda esa simbología enmarca los misterios de la trama".

## Premios y reconocimientos
- 2020: Primer lugar en las categorías Best Popular Fiction (Mejor Ficción Popular) y Best Novel Adventure or Drama in Spanish (Mejor Novela de Aventura o Drama en Español) en el certamen International Latino Book Awards (Premio Internacional del Libro Latino).
- 2020: Medalla de Oro en la categoría Mejor Libro en Lengua Española. Florida Book Awards 2019 (Estados Unidos).